# Gräberfeld von Atalaia
Das bronzezeitliche Gräberfeld von Atalaia liegt im Osten des Distrikt Beja, im Baixo Alentejo im Südwesten Portugals. 

Distrikt Beja

## Geographisches Umfeld
Die Landschaften Portugals sind in der Mehrzahl kleinräumig gegliedert. Nur der Alentejo zeigt einen weiträumigen Charakter und erinnert an spanische Landschaften, mit denen er auch in Bezug auf Klima und Vegetation Gemeinsamkeiten hat. Der Alentejo beginnt südlich des Tejo und zieht sich im Süden bis an jene Gebirgskette, die die natürliche Grenze zur Algarve bildet. Vom Atlantik erstreckt sich der Alentejo bis zum Guadiana im Osten. Die Südhälfte, der Baixo Alentejo, bildet mit der Hauptstadt Beja einen eigenen Distrikt. Klimatisch liegt das Gebiet in der Übergangszone der atlantischen zur mediterranen Zone auf der Grenze des semiariden Bereiches. Karbonische Schiefer und Grauwacke bilden den Untergrund, der eine dünne Verwitterungsschicht trägt. Der Boden ist für die Erhaltung von Knochen extrem ungünstig. 

## Grabungsgeschichte
Seit 1958 grub der portugiesische Lehrer und Archäologe Abel Viana die befestigte Siedlung „Nossa Senhora da Cola“ am Rio Mira aus. Viana erforschte in der Nachbarschaft auch Megalith- und Kuppelgräber. In ihren Sockelzonen und Gängen fanden sich senkrecht gestellte Steine, die "pedras empinadas" die fremd und künstlich gesetzt wirken. Grabungsarbeiter wiesen darauf hin, dass es "pedras empinadas" auch in der Umgebung von Atalaia gäbe, wo Viana um den „Monte Atalaia“ senkrecht aufgestellte Steine und waagerecht verlegte Platten fand. Hier setzte er 1959 mit einer Probegrabung an. In wenigen Tagen wurden einige Steinkisten und Steinringe freigelegt. Die Grabungen wurden 1960 fortgesetzt. Die ersten Publikationen waren jedoch unzureichend, so dass man die Anlagen teilweise als kupferzeitliche Rundhäuser verstand. 1962 kam es zur Kooperation mit dem Deutschen Archäologischen Institut (DAI) Abt. Madrid, das die Finanzierung der Grabung übernahm und mit Hermanfrid Schubart die Grabungsleitung stellte. 

## Beschreibung
Auf den Kuppen oder Bergrücken um das Dorf Atalaia liegen die Gräber der Bronzezeit. Hier fanden die Ausgräber unter einer wenige Zentimeter starken Schicht eine Fülle von liegenden, stehenden und verstürzten Steinen. Erst allmählich kam Klarheit in dieses Gewirr des Gräberfeldes. Die liegenden Platten, zwischen denen vereinzelt senkrechte standen, fügten sich zu Steinringen, in deren Innerem ein Steinhügel aufgehäuft war. Im Zentrum des Hügels scheint bisweilen eine Stele gestanden zu haben.
In der vor allem aus Steinen gebildeten Fläche zeigte sich, dass sich mehrere Steinringe zu einer Art Wabensystem fügten. Das jeweils älteste Grab eines Wabensystems, das einen geschlossenen Steinring besitzt, wurde auf der höchsten Stelle einer nach den Seiten hin sanft abfallenden Geländeerhebung angelegt, während die Grabhügel der jüngeren "Generationen" auf diesen Hängen anschlossen, so dass komplizierte Wabensysteme entstanden. Die Grabhügel der zweiten "Generation" schlossen in der Weise an den Zentralhügel an, dass sie keinen vollen Kreis mehr bildeten. Die Hügel der dritten und vierten "Generation" setzten ihrerseits auf dieselbe Weise an die bestehenden Grabhügel an. 
Jeder Grabhügel enthielt, zumeist nur ein Grab in seinem Zentrum. Das Grabsystem von Atalaia setzte sich aus insgesamt 32 Hügeln zusammen, die 35 Einzelgräber enthielten. Vier Gräber lagen außerhalb des Wabensystems. Die innerhalb der Hügel gelegenen Gräber waren nicht leicht erkennbar. Einige konnten nur aufgrund der Grabhügelreste erschlossen werden. Neben dem zentralen Grabhügel, dessen Steinring den größten Durchmesser hat, gibt es z. B. in den Wabensystemen III und V einen zweiten Vollring, der ein Stück abwärts am Hang liegt und wiederum einige Sekundäranlagen benachbart. Die um den 2. Vollring gebildeten Systeme sind in der Regel mit dem Hauptsystem verbunden und können ihm als Sekundärsystem zugerechnet werden. 
Wenn man davon ausgeht, dass die ansetzenden Hügel jünger sind als der Zentralhügel, so lässt sich für jedes der sieben Grabsysteme von Atalaia eine zeitliche Abfolge festlegen, die die eine Grundlage einer chronologischen Einordnung der Gräber und ihrer Beigaben bildet. 
Häufigste Grabform bilden in den Fels eingetiefte Gruben, die mit ihren Längswänden parallel zum plattig spaltenden Fels angelegt sind und regelmäßig und fast senkrecht erscheinen. Der Grundriss der Gruben ist langrechteckig und nähert sich in wenigen Fällen der quadratischen Form. Die überwiegende Zahl der Gräber war bei der Ausgrabung durch Deckplatten geschlossen, die direkt auf der Felsoberkante auflagen und den gesamten Grabraum überdeckten. 
Die geringe Ausdehnung der Gruben macht klar, dass in ihnen nicht in gestreckter Lage bestattet worden sein kann. Man kann vermuten, dass die Gruben Hockerbestattungen aufnahmen. Der Tote muss mit dem Kopf im Norden, mit Blick nach Osten gelegen haben, so dass das auf der östlichen Langseite stehende, in mehreren Fällen nach Norden verschobene Beigefäß zwischen dem Kinn und den angehockten Knien stand. 
Die Steinkisten bilden die zweitstärkste Gruppe. Sie bestanden ursprünglich aus vier Platten, die einen relativ kleinen Innenraum mit einer durchschnittlichen Länge von 0,90 m und einer durchschnittlichen Breite von 0,50 m umschlossen. Sie sind mehrheitlich auf der Felsoberfläche angelegt und häufig nur in eingestürztem Zustand erhalten. 
In einzelnen Grabhügeln, so im Zentralgrab des Grabsystems V, fanden sich außerdem Gräber, die ganz ohne Steinschutz, bisweilen auch durch Steinrahmen begrenzt, auf der Felsoberfläche gelegen haben. 
Von den 135 in Atalaia nachgewiesenen Gräbern sind 91 eingetiefte Grubengräber, 27 Steinkisten und neun Bodengräber. Aufgrund der chronologischen Abfolge sind diese Bodengräber im System von Atalaia relativ alt und die Steinkisten relativ jung. Die Grabgruben nehmen die mittlere Stellung ein. Die verschiedenen Grabtypen kommen zwar nebeneinander vor, doch wird eine chronologische Differenzierung erkennbar. Es ist undenkbar, dass die Belegung der sieben untersuchten und der vier noch unerforschten Grabsysteme von Atalaia zu demselben Zeitpunkt einsetzte. Eine gewisse Verschiebung der chronologischen Ausgangspunkte ist wahrscheinlich. Die bisherigen Forschungsergebnisse reichen jedoch nicht aus, um den Progressionsprozeß der Nekropole zu rekonstruieren.

## Fundmaterial

### Keramik
Man kann von einer gewissen Beigabenarmut sprechen, denn nur etwa die Hälfte der Gräber von Atalaia enthält Beigaben. Das Tongefäß, als häufigste Grabbeigabe, tritt normal nur einzeln auf. Nur zu zweien der Atalaia-Gräber gehören zwei Tongefäße. Es handelt sich jeweils um eine Umbruchschale und einen Kumpf. Charakteristisch sind Umbruchschalen, für die der Name „Atalaia-Schale“ eingeführt wurde. Umbrüche dominieren auch bei höheren Gefäßen. Krüge von schlanker Form und tief liegendem Umbruch, weisen sich durch einen in der Nähe des Randes ansetzenden Henkel aus. Zu den Umbruchschalen gehören als jüngere Variante die so genannten "Santa-Vitória-Schalen", mit einem auf der inneren Bodenfläche eingerillten, radialen Muster. Engmundige Rippenvasen und Flaschen, weitmundige Kümpfe und Schüsseln vervollständigen das Keramikinventar. 

### Metalle
Metallbeigaben sind in Atalaia sehr selten. Zwei waren Dolchklingen, von denen eine am abgerundeten Heftende einen Nietrest besitzt. Von den beiden Pfeilspitzen ist eine leicht gestielt. Ferner fanden sich zwei Spiralringe, der kleinere von beiden aus Silber. Alle anderen Metallfunde sind aus Arsenkupfer hergestellt. 

### Perlen
Zwei Steinkisten bargen eine Anzahl tiefdunkelblau bis mittelblau getönter Glasperlen, die in kleinerer Form auch gelb bis gelbbraun getönt sind. Die kleinsten Perlen von winzigen Ausmaßen haben weiße Färbung. Unter den Perlen aus Grab 22 des Grabsystems V fanden sich auch zwei Perlen aus massivem Gold mit einer dünnen Durchbohrung. 

## Hierarchie
In Anbetracht der Beigabenarmut fällt auf, dass sich in den zentralen Grabhügel besonders wertvolle Stücke aus Metall oder Glas fanden. Offenbar kommt den an zentraler Stelle Bestatteten eine besondere Bedeutung zu, die sich nicht nur in der Lage und Größe der Hügel ausdrückt. Der im zentralen Hügel Bestattete nimmt zwar eine herausgehobene Stellung ein, bleibt aber im Rahmen des Gesamtsystems ein Erster unter Gleichen. Die Gleichen folgen ihm in den sekundären Grabhügeln in geringem Abstand. Der Familien- oder Stammeszusammenhang, der für die in einem Grabsystem bestatteten angenommen werden kann, muss so geartet gewesen sein, dass die Wabensysteme als der dafür gemäße Ausdruck entstanden. So lebt die Kollektivbestattung der Kupferzeit, die im inneren Baixo Alentejo andauerte, in Atalaia in veränderter Form fort.

## Kulturraum
Aufgrund der durch die Atalaia-Grabungen definierten Südwest-Bronzezeit wurde die Ausdehnung einer Kultur der Iberischen Halbinsel, vor allem anhand ähnlicher Gräberfelder festgelegt. Zum Siedlungsgebiet der Südwest-Bronzezeit gehören die Algarve, die Serra de Monchique und das nördliche Vorland, in dem auch Atalaia liegt. Weiter nördlich die Ebene des Campo de Beja und des Rio Sado mit seinen Nebenflüssen. Die Höhen des Alto Alentejo werden nur an ihrem Südrand besetzt. Der Unterlauf des Guadiana gehört auf beiden Seiten der heutigen Grenze zum Siedlungsbereich der Südwest-Bronzezeit. Bronzezeitliche Nekropolen liegen in der Sierra de Aracena und im südlich anschließenden Bergland. 
Innerhalb des Verbreitungsgebietes besteht eine regionale Differenzierung zwischen dem Algarve und dem Baixo Alentejo. Der Südrand des Alto Alentejo ist anscheinend erst in einer jüngeren Stufe der Südwest-Bronzezeit einbezogen worden, worauf das Fehlen der als älter eingestuften Gräberformen weist. Von den Funden her ist möglich, dass im Algarve ein oder das Entstehungszentrum der Südwest-Bronzezeit lag. Von Interesse ist, dass im Algarve stärkere Beziehungen zur südostspanischen El-Argar-Kultur bestehen. Einflüsse, die den Südwesten auf kontinentalem Weg erreicht haben, können zu bestimmten Entwicklungen im Baixo Alentejo geführt haben. Aber auch dort sind El Argar Einflüsse zu erkennen. 

## Zeitstellung
Der Beginn der Südwest-Bronzezeit ist auf 1600/1500 v. Chr. zu datieren, wofür die absolutchronologischen Ansätze von der El-Argar-Kultur gewonnen werden. Die südostspanische Bronzezeitkultur beginnt mit ihrer ersten Stufe (El Argar A) um 1900 v. Chr., während die zweite Stufe um 1600 v. Chr. einsetzt. Eine im Südwesten der Iberischen Halbinsel der Südwest-Bronzezeit vorausgehenden Stufe, der „Ferradeira-Horizont“, vertritt hier – parallel zu El Argar A – die Frühbronzezeit, hat aber noch stark kupferzeitlichen Charakter. Atalaia selbst gehört mit der Mehrzahl seiner Gräber der Stufe I der Südwest-Bronzezeit an, die auch nach Atalaia (Atalaia-Stufe) benannt wird und bis gegen 1200/1100 v. Chr. dauert. Die Funde der älteren Südwest-Bronzezeit, die aufgrund der Dolche, eine Parallelisierung mit El Argar erlauben, entsprechen der Stufe B von El Argar. Das lässt auf das spätere Einsetzen der Südwest-Bronzezeit schließen (um 1600/1500 v. Chr.). Das Ende der Stufe II (1100-850) der Südwest-Bronzezeit (auch "Stufe von Santa Vitória" genannt) wird durch den Beginn frühgeschichtlicher Kulturen bestimmt. In die Übergangszeit ist, noch vor der Eisenzeit eine dritte Stufe einzuschieben, die sich von etwa 850 bis 650 v. Chr. erstreckt und im weiteren Sinne zur Südwest-Bronzezeit gerechnet werden kann. In der Folge entwickelt sich dort die Eisenzeit und die Südwest-Schrift (Escrita do Sudoeste).
Die Kartierung der Kupfererzvorkommen auf der Iberischen Halbinsel zeigt eine Häufung im Verbreitungsgebiet der El-Argar-Kultur und eine Konzentration im Verbreitungsgebiet der Südwest-Bronzezeit. Es kann vermutet werden, dass die Kupfererzvorkommen der Anlass für die Entwicklung einer Bronzezeitkultur waren, durch die sich der Raum von den Beckenlandschaften der Flüsse Guadalquivir und Tejo abhob, die nicht im Besitz größerer Kupfervorkommen waren. 
In die jüngere Stufe der Südwest-Bronzezeit gehören skulptierte Stelen oder Reliefplatten, auf denen das Waffenensemble des Bestatteten wie Schwert, Stabdolch, Beil, Bogen, Gürtel und anderes Gerät möglicherweise sogar eine eigenartige Schildform dargestellt war. Im Vergleich zur großen Zahl der Steinkisten ist die der Reliefplatten gering. So können die Reliefplatten mit Sicherheit herausragenden Persönlichkeiten zugewiesen werden, möglicherweise den Häuptlingen oder "reguli", wie sie in der Eisenzeit im Süden der Iberischen Halbinsel genannt werden, jedenfalls einer aus der allgemeinen Bevölkerung herausgehobenen Gruppe. 
Bislang sind beinahe nur Nekropolen oder einzelnen Gräbern untersucht worden. Die Siedlungsforschung in diesem Raum ist nicht in gleicher Intensität betrieben worden, so dass Siedlungen in geringerer Zahl bekannt sind und nur wenige durch Grabungen untersucht wurden. Geländeforschungen und Kartierungen können aber zeigen, dass sich Siedlungen mit bronzezeitlichen Resten und Gräberfelder häufig in denselben Landschaften finden, so dass ihre Zusammengehörigkeit und Gleichzeitigkeit anzunehmen ist.